# Educación socio-afectiva
La educación socio-afectiva se centra en la idea de la necesidad de una enseñanza basada en relaciones sociales e interpersonales, fundamentadas en el respeto para prevenir problemas relacionales (como por ejemplo, conflictos dentro de las aulas o la escuela), así como potenciar el compromiso de los ciudadanos, fomentando la tolerancia a la diversidad. Esta educación socio-afectiva va muy ligada a la educación emocional.
Este tipo de educación es fundamental por los beneficios que aporta a nivel psicológico (factores biológicos que fomentan el sentimiento de bienestar, autoestima, la mejora en la resolución de problemas, la mejora de la capacidad cognitiva, etc. Estos aspectos ralentizan el envejecimiento cognitivo); pedagógico (las emociones requieren ser identificadas,  asimiladas y gestionadas para desarrollar relaciones socio-afectivas de calidad que favorezcan el círculo educativo, promoviendo la comprensión de las emociones ajenas al propio individuo) y social (tomando conciencia de la existencia de un mundo social en el que se puede participar, después de haber hecho un ejercicio de autoconocimiento). Estas relaciones basadas en la comodidad otorgan, en consecuencia, una convivencia pacífica e integradora.
La educación basada en las relaciones socio-afectivas tiene el objetivo de mejorar las habilidades socio-emocionales, para garantizar una buena comunicación con otras personas, y el fomento de habilidades ciudadanas de calidad, gracias al compromiso y la participación activa de la ciudadanía, derivado de una educación que fomenta la resolución de conflictos.

### Habilidades a trabajar.
En la educación socio-afectiva se deben garantizar los siguientes puntos para conseguir su objetivo. Esto sólo puede conseguirse si el educador/a ha trabajado esto previamente. En este sentido, el rol del educador/a va cambiando para ser proveedor de un conocimiento que fomente el desarrollo integral, con el fin de impartir educación socio-afectiva y emocional. Cabe mencionar que esta educación es también una fuente de enriquecimiento para la Psicología de la Educación.

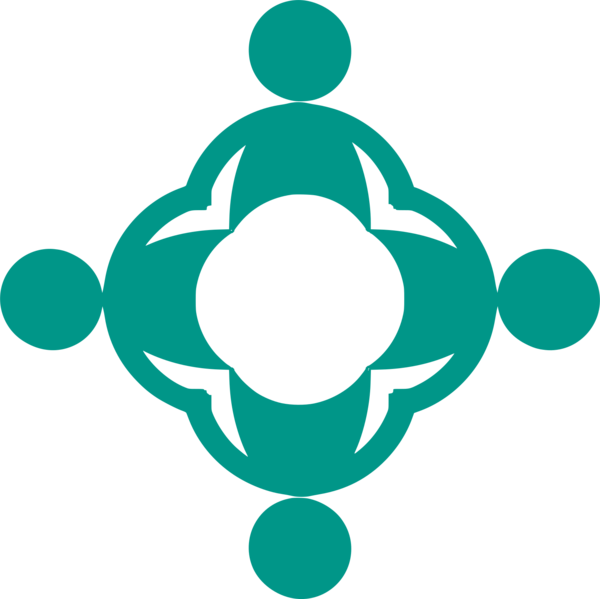
Trabajo en equipo empático

- Autoconocimiento emocional que favorece la armonización de clases.

- Autogestión y autocontrol emocional (autorregulación emocional para expresar las emociones de manera sana, sin reprimirlas y encontrando un equilibrio emocional).

- Empatía  y visión crítica a través del razonamiento moral para evitar un deterioro empático que afecte negativamente a las relaciones interpersonales a causa de la ansiedad, miedo o tristeza, por poner algunos ejemplos derivados de este deterioro.[3]

- Relaciones de calidad (trabajo sano, en equipo, participación y comunicación asertiva para conseguir solucionar conflictos pacíficamente).

## Educación Social y relaciones socio-afectivas.

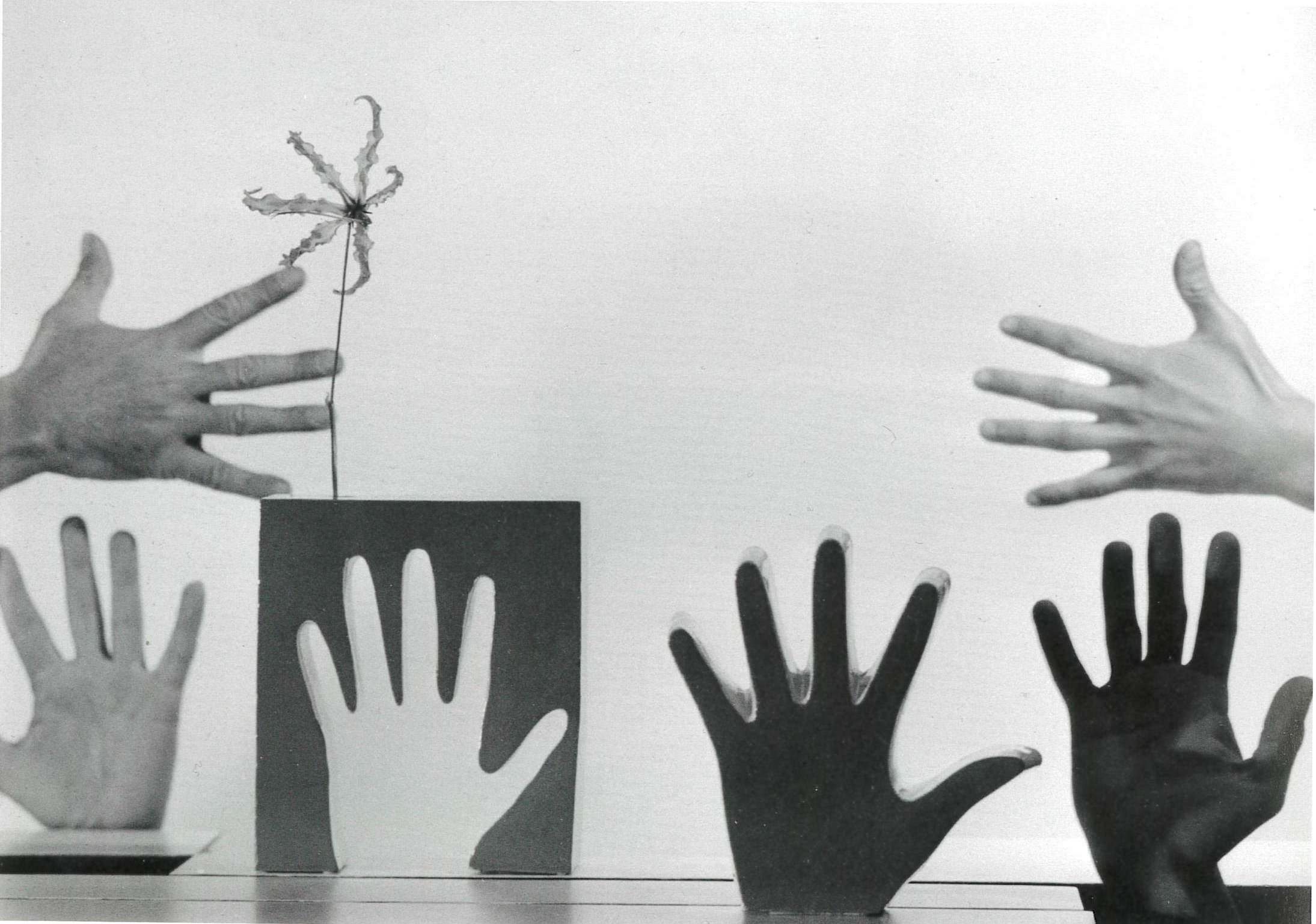
Cada persona es un mundo, cada persona tiene su contexto, el cual se debe trabajar.

La Educación Social tiene el objetivo de desarrollar la sociabilidad, basándose en las relaciones socio-afectivas, para garantizar un proceso de socialización de calidad. Esto debe conseguirse a través de la búsqueda del equilibrio entre el desarrollo/progreso y la expresión de emociones, afectos y sentimientos (educación emocional), para fomentar la autonomía personal del individuo, favoreciendo, en consecuencia, la integración social.
Para ello, desde la Educación Social, es necesario acompañar en el proceso de adaptación en diferentes contextos, en los que se establecen relaciones con otros individuos. Para que estas relaciones sean de respeto, se debe realizar un trabajo emocional previo (eje intrapersonal) que construya un comportamiento afectivo y que favorezca a las relaciones sociales sanas del individuo. En este sentido, el trabajo no debe basarse únicamente en el propio individuo, sino en su contexto social, poniendo como ejemplo la familia, amigos, escuela, etc. Un buen ejemplo de esta actuación por parte de los profesionales de la Educación Social es la intervención en tercera edad, que conecta el contexto individual, con el residencial y familiar, favoreciendo de esa manera una socialización de calidad. Así pues, también se quiere conseguir una comunicación asertiva a partir de esta educación socio-afectiva.

## Recreación para el desarrollo de relaciones socio-afectivas.
Una de las herramientas más utilizadas para trabajar la socio-afectividad es la recreación, la cual favorece positivamente en la capacidad imaginativa, creativa, etc. Esto favorece al desarrollo integral del individuo, su autoestima y su personalidad, hecho que impulsa a participar socialmente de manera autónoma y espontánea, gracias al desarrollo de habilidades para las relaciones socio-afectivas de calidad.
Así pues, algunos ejemplos, para trabajar este desarrollo socio-afectivo a través de la recreación, serían las actividades lúdicas, manuales o artesanales (que fomentan la creatividad y habilidades internas); las actividades culturales (para ampliar entornos relacionales, conociendo la diversidad cultural y todo lo que puede otorgar); el deporte, etc. Todos estos ejemplos favorecen una integración en la sociedad, gracias a los beneficios aportados, es decir, la mejora de la capacidad relacional humana.
Siguiendo la línea anterior, también se defiende la literatura como herramienta pedagógica para desarrollar la socio-afectividad, siendo quizás, la herramienta más utilizada en escuelas, ya que ayuda a la capacidad comunicativa a partir de la lectura, porque genera una reflexión emocional, que proporciona una mejora en la comunicación asertiva y afectiva entre los alumnos escolares.
A modo de conclusión, se puede decir que la educación basada en la creatividad en el ámbito artístico, favorece a la creatividad individual a nivel general, ya que se desarrolla una visión divergente y, en consecuencia, unas buenas relaciones socio-afectivas, gracias a la fácil adaptación del individuo a diferentes escenarios. Así pues, las personas creativas son afectivas.

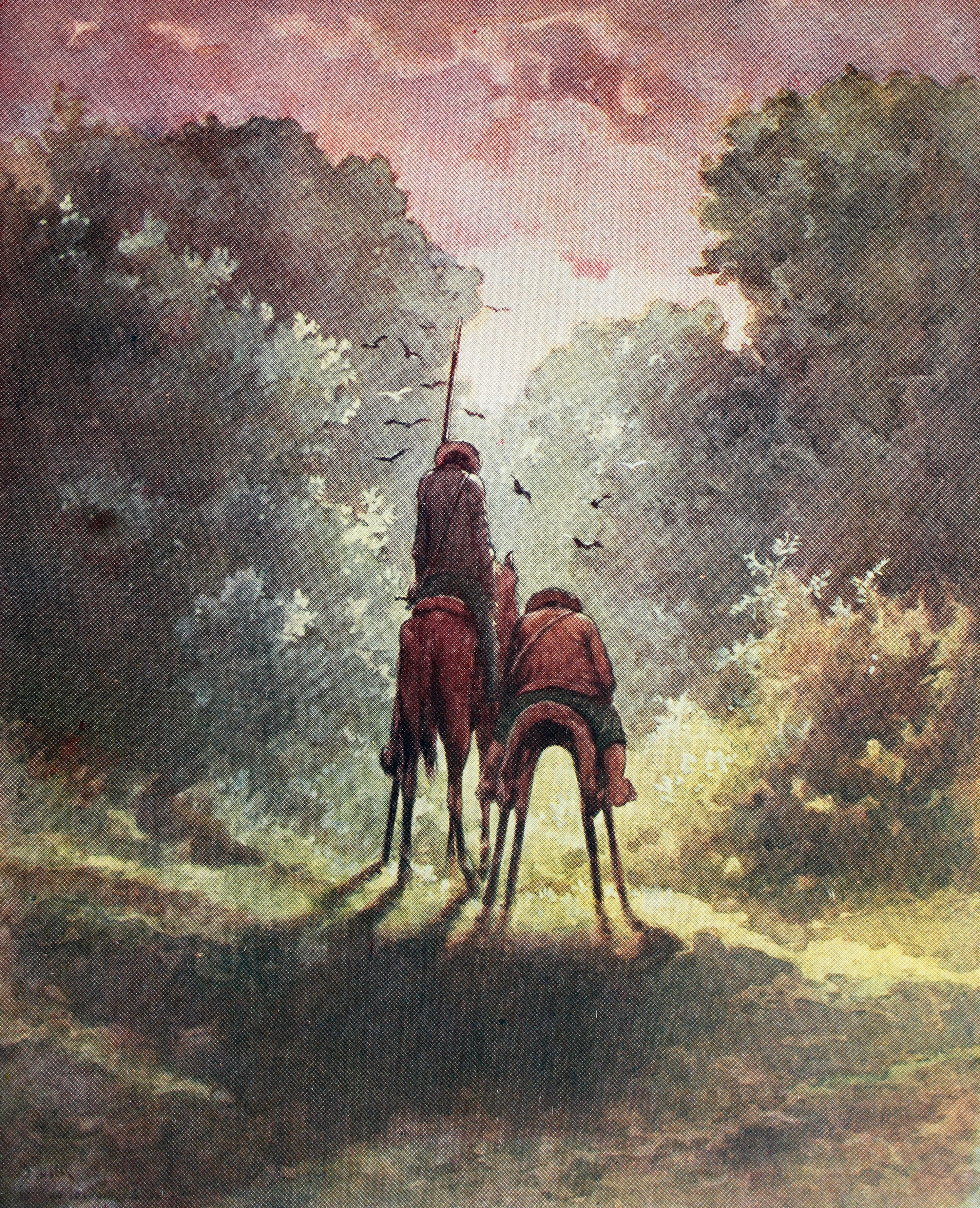
La literatura también fomenta la creatividad, siendo un buen ejemplo la obra de Cervantes: Don Quijote de la Mancha.